# 海珠橋
海珠橋位於中华人民共和国廣東省廣州市區跨越珠江的第一座橋樑，連接越秀及海珠两區，北連广州起义路，南接江南大道北。
2013年12月6日上午，广州市文物管理委员会和广州市历史文化名城保护委员会2013年第三次会议审议并通过《广州市历史建筑（第一批）推荐名单》，海珠橋成為300餘處首批被認定的歷史建築之一。

## 历史

### 早期

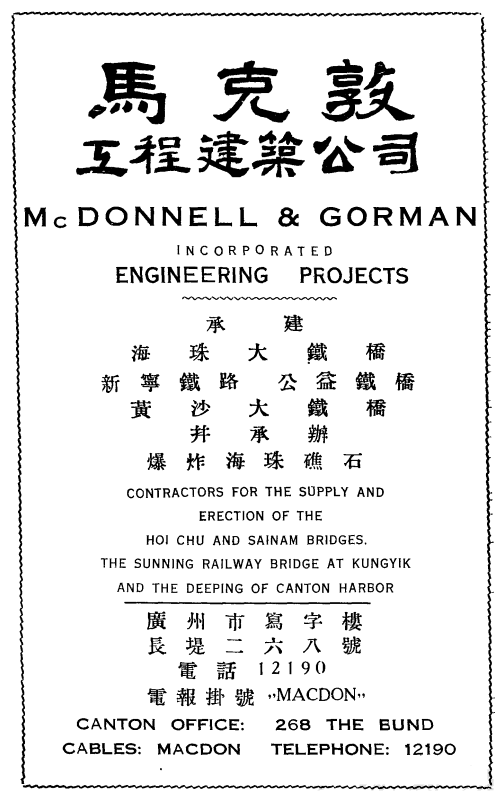
馬克敦公司廣告

1920年代末，陈济棠主政广东时期，廣州市政府決定興建跨珠江橋樑，經過廣州城市設計委員會公開徵集設計圖則及廣州市工務局的測量後，決定在市區珠江河段的河面最窄處，即珠江北岸的維新路（今起義路）至珠江南岸的廠前街（今南華東路），建造第一座連接兩岸的鋼結構開合式跨江大橋。
民國十八年（1929年）4月5日，廣州城市設計委員會對於籌劃海珠鐵橋計劃，經多次開會討論進行，決定採取廣告徵求方法，甲等1000元，乙等600元，丙等300元，又經呈報市政委員長核定，將徵求繪製珠江鐵橋圖則廣告及設計要點草圖等提出，刊登在廣州、香港和上海等中西文日報，公開徵求，取錄給獎後，即依照原稿圖樣工程建築。
同年11月20日，廣州建築珠江鐵橋一事已簽訂合約，由美國建築橋樑專家負責興建，經與市政府磋商後決定，同時實行河北的填堤，橋樑工程費300萬，由西堤填築至海珠公園（公園原位於長堤大馬路以南），工程費200萬，合共500萬，並由市府飭令市財政局先付定銀5萬兩，其餘分期照約支付。11月19日，廣州市財政局奉令撥款，並呈复市政府备案。
《廣州民國日報》1929年12月4日的部分報導：
|  | ……照得廣州市區，邇來商務日盛，人口激增，馬路建築，力求展拓，惟省河南北，尚無橋樑，舉凡市民之往來，商賈之販運，日夕所恃以橫渡彼岸者，僅有電船小艇，渡頭相喚，爭先恐後，熙來攘往，殊形擁擠，故年中舟楫或因風雨潮流之傾翻，或因江輪海舶之衝擊，從而溺斃人命者，不可勝數。若遇風狂潦漲，甚至渡岸無船，欲歷揭而難能，徒臨江而興嘆…… 今我廣州市馬路縱橫樓閣輩飛，皆人民自築，不假外力，已為全國市區之模範。若有鐵橋跨江，聯貫兩岸，南通黃埔，北接粵路，運輸北部之貨，廣納異邦之財，則商務宏展，氣象萬千，將與倫敦鬥其雄偉，凌紐約而上之，登徒區區利涉而已哉，今市政府有見及此，爰議決建築橫渡珠江大鐵橋，橋之北端在維新馬路，橋之南端在河南堤岸…… 現已與慎昌洋行馬克敦公司訂立合約，限期21個月完工，現定於12月1日開始動工，本局長深知市民盼此橋之成功，尤急於政府之期望，爰將日期宣布，使大眾咸知，同此欣忭，今者巨材山積，機件雲集，鐵鎚一動，土石皆飛，鐵柱雲連，下臨千尺，凡有車輛行人過往船艇，自應知工程所在之地，即有類岩牆之下，允而預早引避，切勿自貽伊戚，除由本局監視工程外，合行佈告市民人等一體知照，此佈。 |

海珠橋從1929年12月1日開始動工，美国慎昌洋行（Anderson Meyers & Co., Ltd.）以103.2万两银的低价夺得承建权，由马克敦公司（McDonnell & Gorman）公开承建，称之为“珠江大铁桥”（Pearl River Bridge）。落成之後稱為「海珠大鐵橋」，英文為市內慣用的粵式郵政拼音。
經過3年多的施工，大桥於1933年2月15日正式落成通車，橋身全長356.67米，主橋長182.9米，闊18.3米，为简支拱形下承钢桁架梁，橋心高度（離水線）8米，全橋四躉，二、三躉之間相距50米，橋上設有機關電掣，能將中段橋面向上開合，方便船隻從橋下通過，大橋的貫通第一次使河北和河南實現直接相連。以其临近“海珠石”改名为“海珠桥”，為當時廣州市區唯一一座跨過珠江的橋樑，也是當時中國惟一的可開合鐵橋。在落成時，曾任國民政府主席和廣東省省長的胡漢民為大橋題字。
当时巴金到来广州海珠桥，有如下描述:
|  | 我在中国都市裏所见过的铁桥，恐怕这算是最大的一个了。（略）...... 这道桥并不是一个整块，它是一道活动的桥。桥中间有一条长的裂缝，从这里可以看见河水的流动，有时候大船经过时，桥就从这里分裂开，成了两段，高高地向天空举起，就像起重机的杠杆。 我拖着疲惫的身子慢慢地在桥上移动。空气凉爽。（略）......人行道上坐满了工人，有些睡在那里，有些就坐在铁架上面。桥上电灯很亮，海珠桥就像一个会场。夜晚好像是一个工人的节日。 |

1938年6月，日军入侵广州，派遣飞机轰炸广州，把桥体的开合器震坏（一说为广州沦陷后国军败退时炸毁了部分开合装置），日军还把整套设备盗走。从此大桥不可以开合，只能让小船通过，大船则泊于黄埔码头。
- 旧海珠桥开通首日
- 海珠橋開幕日北岸人山人海的景象
- 1930年代的海珠橋
- 1930年代的海珠橋
- 1930年代的廣州市街道圖，海珠橋是唯一橫跨珠江的橋樑。
- 民國時期橋面開合處上的胡漢民題字

### 炸毁（國共內戰）
1949年10月14日傍晚5时50分，在廣州戰役中战败的國軍撤退时將大橋炸毀，导致400余名群众死伤。事件造成珠江河面上的船家伤亡惨重，电力中断，对广州市的损失甚大。河南和河北的陆路交通直至大桥修复後才得以恢复。

### 重建
1950年3月25日，广州市人民政府决定重建海珠桥，在苏联桥梁专家吉贺诺夫等指导下，并由衡阳铁路管理局技术员卓观培带领有关技术人员日夜趕工，耗費６个月时间便把海珠橋修復並通车，桥长486米，正桥182米，桥宽33米，桥上來回設有３線行車，兩邊亦設有行人路及單車道，重建后的海珠桥除桥面没有开合功能外，外观与原桥大致相若。重建的海珠桥最终于同年11月7日通车。1963年，被评为新版“羊城八景”之一。
1974年12月，海珠桥扩建工程正式动工，此次工程拓宽了海珠桥的行车道和人行道，在该桥东、西两侧各拓宽7.83米，并在旧桥两侧加宽各11米的预应力钢筋混凝土结构桥，桥跨与原桥一致组合成一新的桥面体系，即新桥与旧桥合成一体。连同原钢桥人行道合为11.24米的非机动车道和人行道，增加4柱桥墩。
1995年，又对海珠桥原桥进行了自锚式加固和除锈保养，前者在中孔两端加建了吊塔和拉索，变为三孔连续自锚式悬索吊桥。此外也在桥上加装了彩灯。
- 1950年海珠桥恢复通车
- 海珠桥1950年重建铭牌
- 海珠桥

### 2012年大修工程
由于长期超负荷使用，海珠桥所用钢材出现疲劳老化现象。另一方面，1950年重建海珠桥时，采用了一座英国大桥拆除时的旧料，因此当时提供钢材的英国企业，向广州相关部门发传真告知钢材已临近使用期限。相关部门于2006-2008年期间，三次就海珠桥大修工程提出招标。
2012年2月28日，海珠桥正式封闭，进行为期18个月的大修；途经海珠桥的22条公交线路改道绕行解放大桥、江湾大桥及人民桥。
2013年8月，海珠桥大修基本完成，此次大修拆除重建了两端地面上的引桥，并更换了主桥的钢材。而包括1995年加建的吊塔在内的加固结构也完成了使命全部拆除，基本恢复1950年原始结构。
2013年9月1日，海珠桥完成大修通车。
值得一提的是，1995年加建的自锚式悬索，容易被误认为残留的开合结构。实际上1950年重建后的海珠桥中孔为完整的钢桁架，已无任何可开合设计。
2019年8月3日，为配合海珠广场升级改造工程，海珠桥全段及广州解放纪念碑部分路段禁止车辆通行，相关经过路段的公交线路临时迁线绕道，直到9月5日，海珠桥恢复通车。

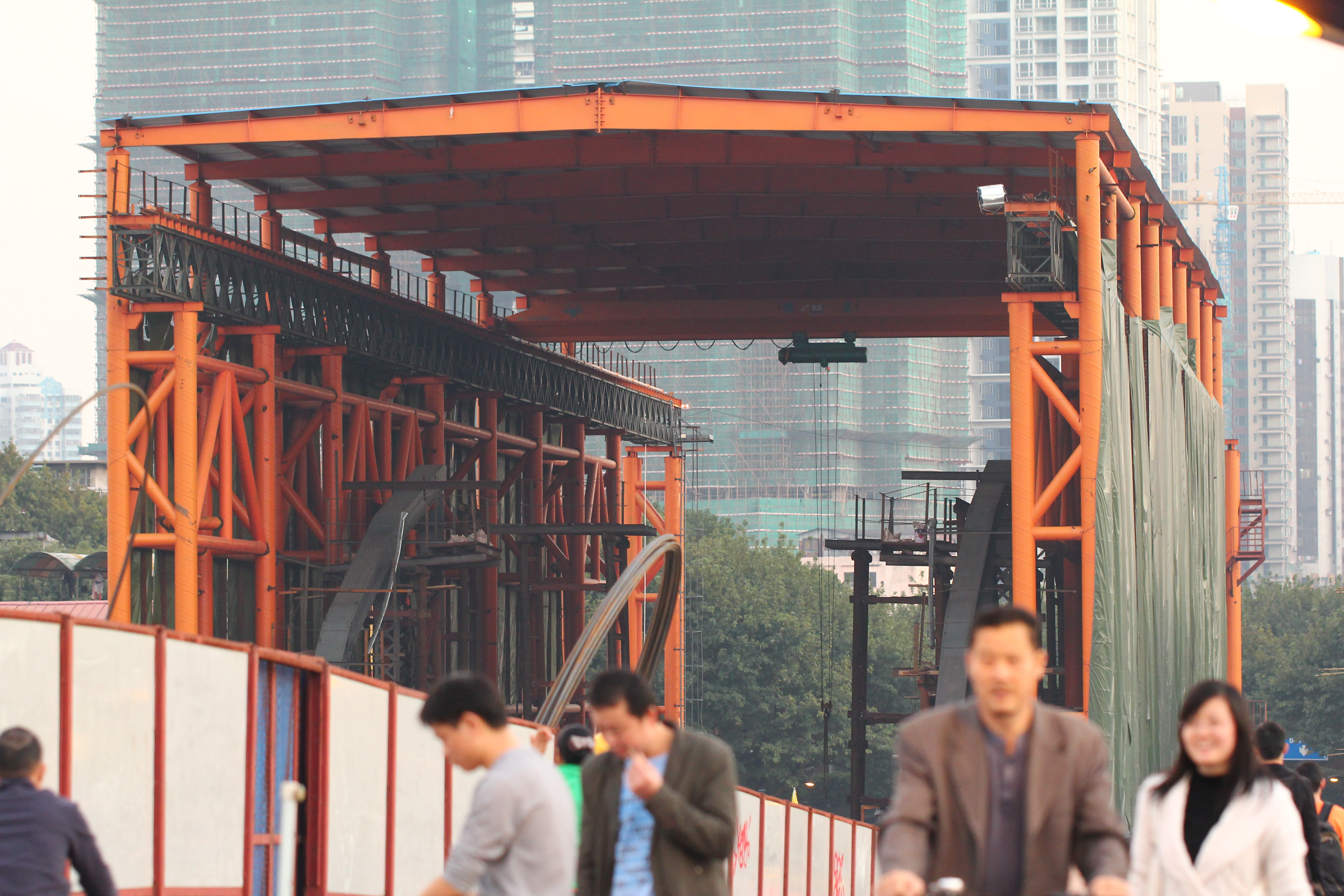
维修工程（2012年12月）
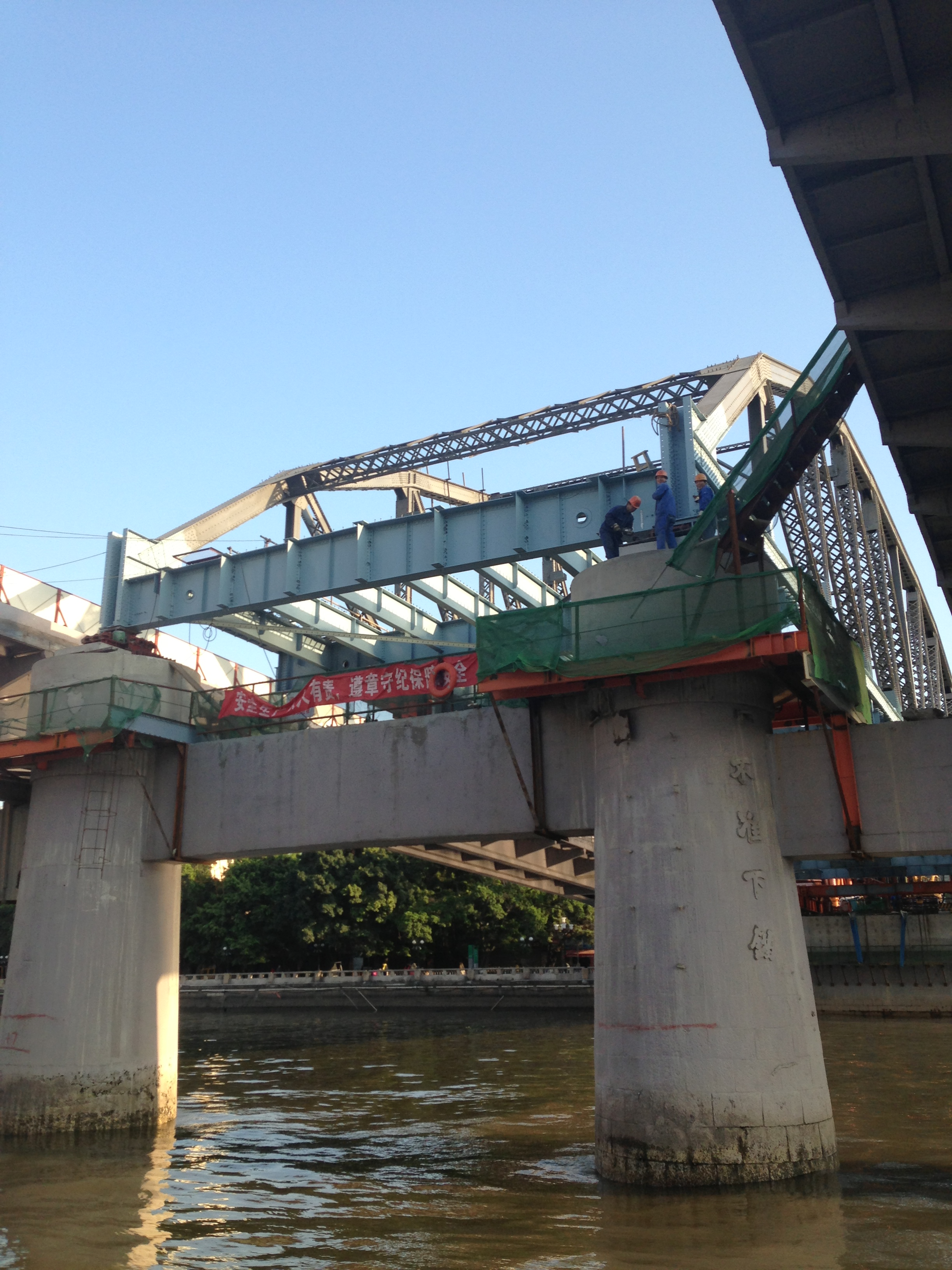
維修工程（2013年2月）
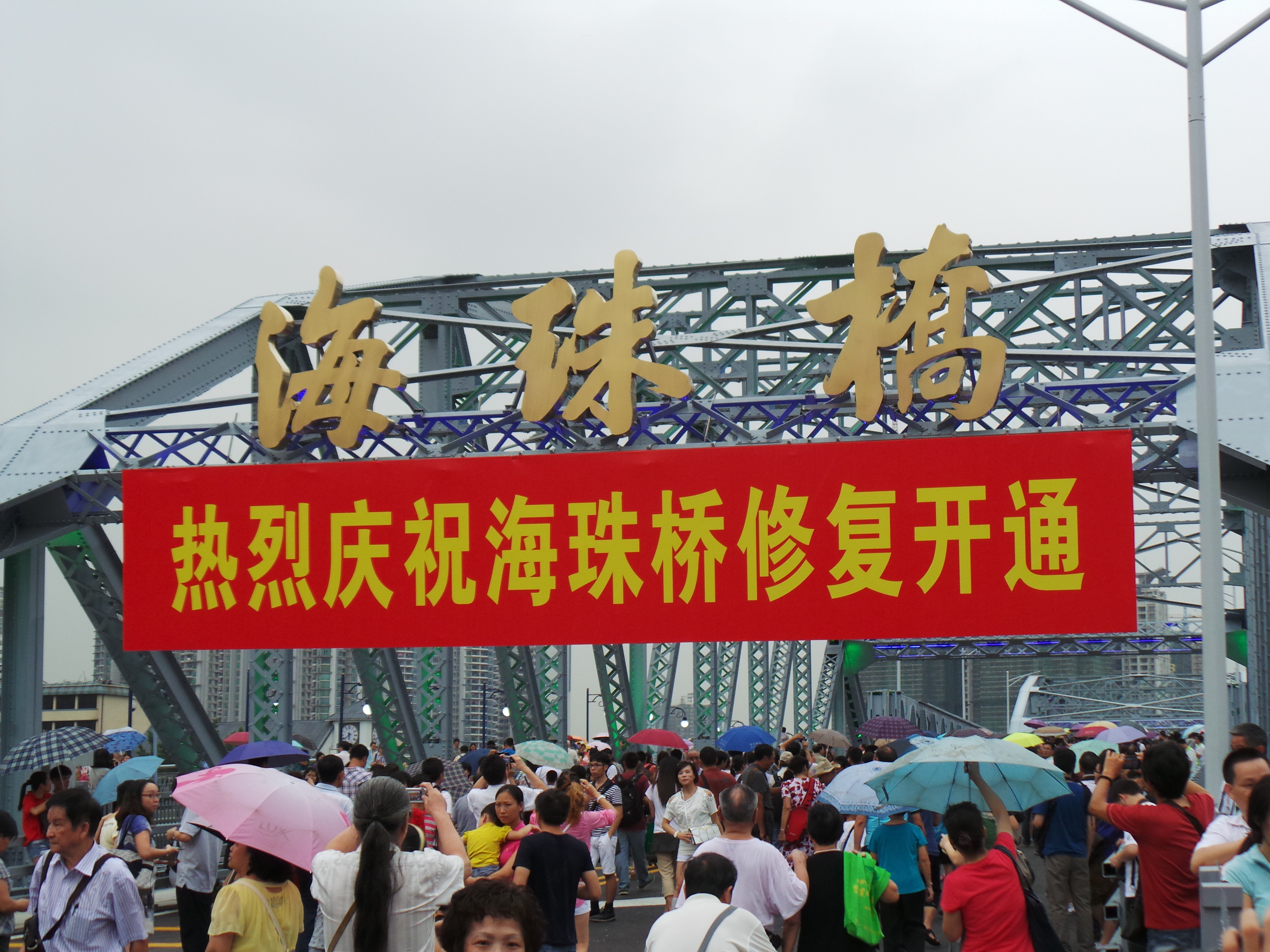
2013年维修后开通前一天
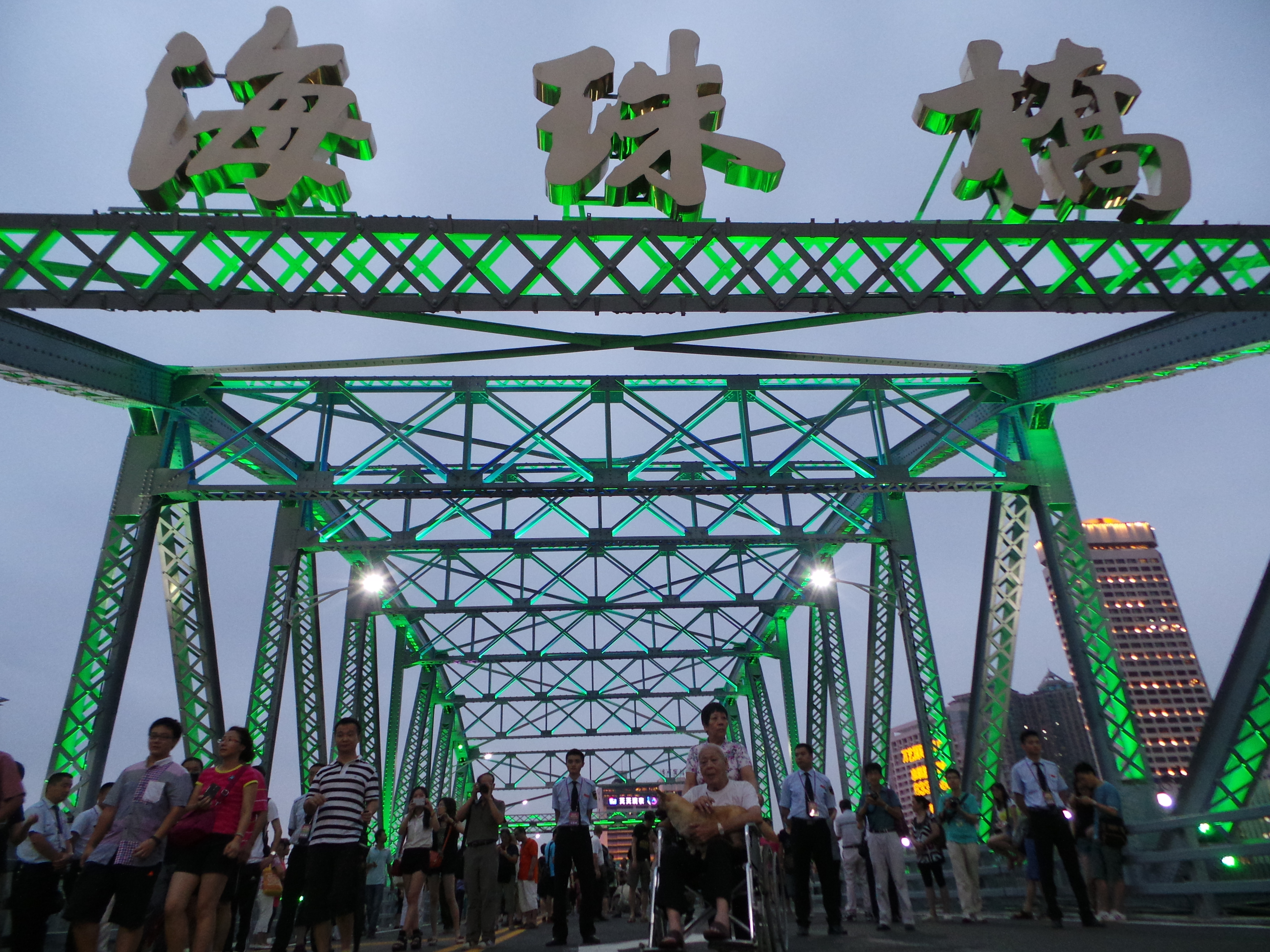
2013年维修后开通前一天
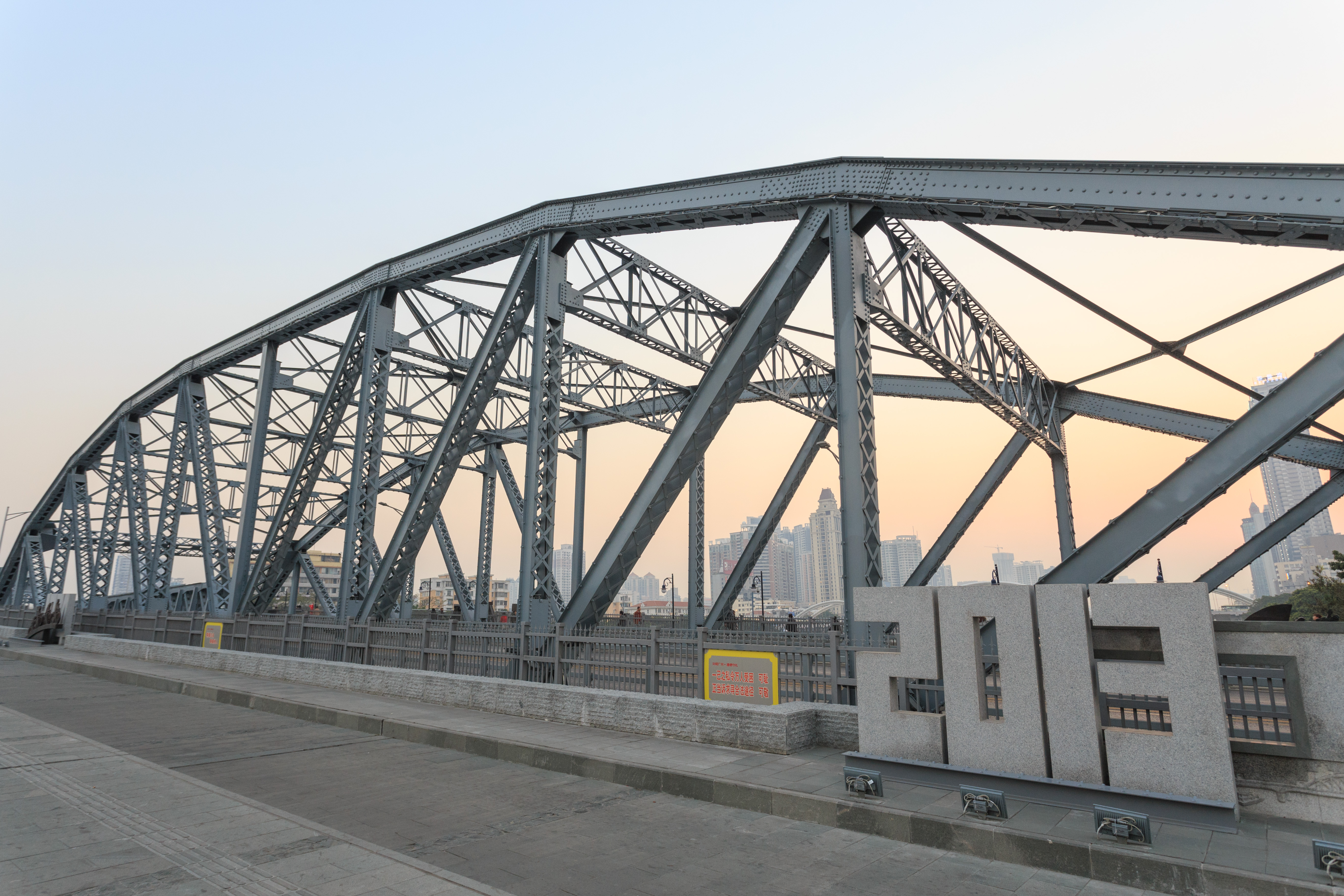
2013年维修后的海珠桥（2014年1月）
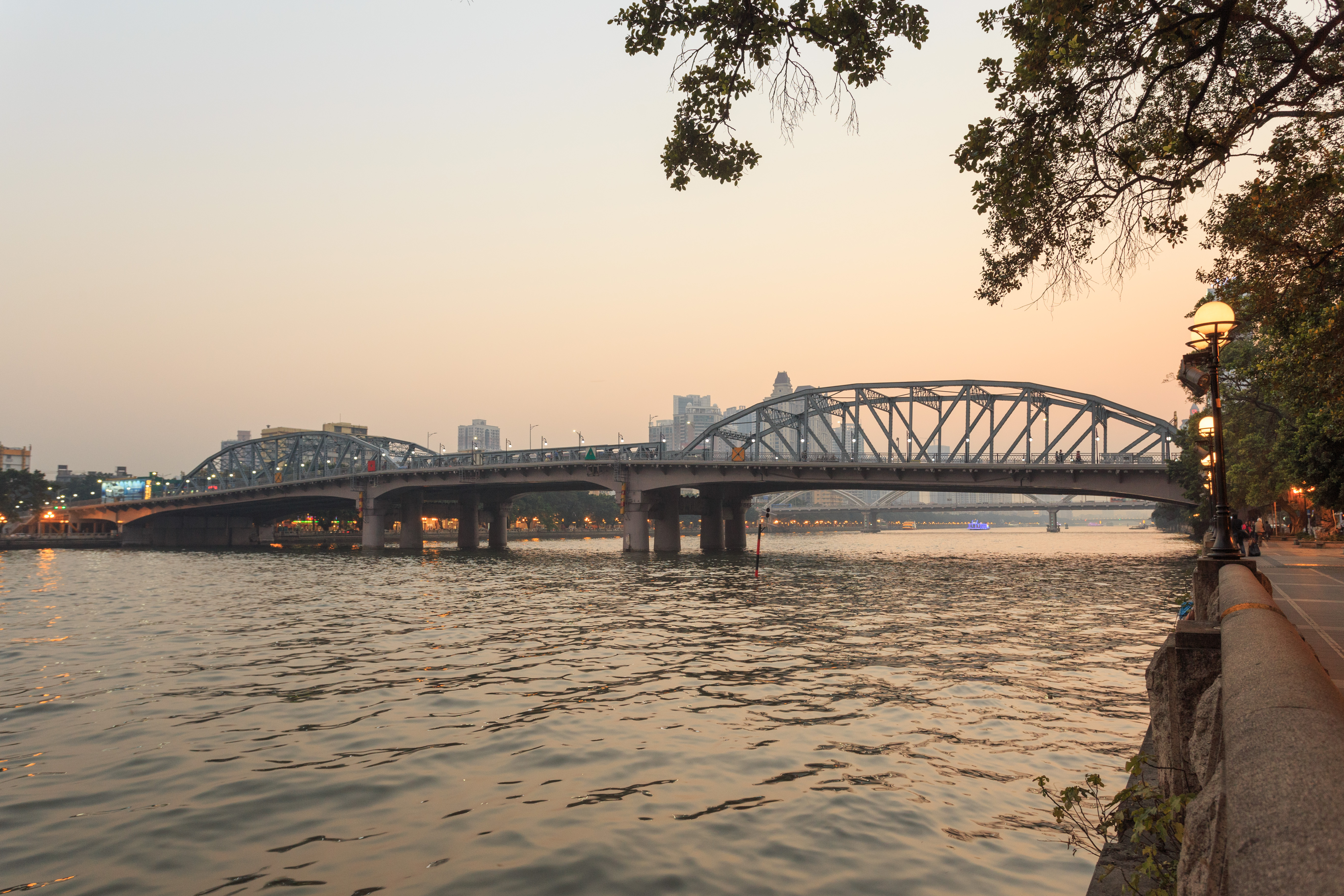
2013年维修后的海珠桥（2014年1月）

#### 胡漢民題字
胡漢民曾為海珠橋題寫了兩幅字稿，其中一幅由落成開始於橋上中跨鋼樑上懸掛至1949年，另一幅由時任廣州市長劉紀文收藏。2012年，劉的後人把原件捐予廣州市人民政府，時任廣州市長陳建華收到墨寶後就交給孫中山大元帥府紀念館作為館藏。本次掛上了字稿是劉的收藏版，但順序被顛倒，也沒有署名。製成牌匾的那張作品，目前下落不明。
有不少網民認為，既然重新把胡的題字掛上橋，就應該尊重原創，按從右到左的順序排列，且應署名。廣州市城鄉建設委員會職員對此回應稱，排列順序從左至右是為了「配合現代閱讀習慣」。對於署名則「暫不考慮」，解釋稱「胡漢民本人是國民黨元老，署在海珠橋上『恐有不妥』，同時從美觀上來說，『海珠橋』三字下面再加落款也『不太好看』。」

#### 文化墙碑
有細心市民發現，修繕後海珠橋上新增的文化牆碑不僅標點符號錯誤，還有幾個錯別字，學者直言官方“不负责，有损文化名城的荣誉”。碑文使用簡體字豎排版，但製作單位卻不精通排版，簡單地將橫排變成豎排，仍使用橫排的標點。文中的“状”“底”二字都缺了一点，成了錯字。問題經媒體報導後，工人修正了問題碑文。另外，有市民認為應該用古文來碑文，以體現古樸感。市建委回應稱離開通時間太近，來不及寫古文。

## 途經之巴士路线
| 行经巴士路线一览 | 行经巴士路线一览           | 行经巴士路线一览 | 行经巴士路线一览         | 行经巴士路线一览                  |
| 编号             | 路线                       | 路线             | 路线                     | 备注                              |
| ---------------- | -------------------------- | ---------------- | ------------------------ | --------------------------------- |
| 8                | 中山八路                   | ⇆                | 逸景翠园                 |                                   |
| 10               | 昌岗路                     | ⇆                | 恒福路                   |                                   |
| 14               | 赤沙（广东财经大学）       | ⇆                | 广卫路                   |                                   |
| 29               | 南边路                     | ⇆                | 站南路                   |                                   |
| 82               | 中山八路                   | ⇆                | 沥滘                     | 经江南大道、东晓南路              |
| 86               | 沥滘路东                   | ⇆                | 大学城（广工）           |                                   |
| 88               | 沥滘路西                   | ⇆                | 西场                     |                                   |
| 180              | 解放北路（应元路口）       | ⇆                | 南洲路（小洲南路口）     |                                   |
| 183              | 广州火车东站               | ⇆                | 汾水小区                 |                                   |
| 186              | 廣園新村                   | ⇆                | 珠江医院                 |                                   |
| 190              | 赤岗大塘                   | ⇆                | 柯子岭（地铁大金钟路站） |                                   |
| 253              | 瑞宝乡                     | ⇆                | 罗冲围（松南路）         |                                   |
| 544              | 纸厂                       | ⇆                | 广州市儿童公园           |                                   |
| 823              | 逸景翠园                   | ⇆                | 棠溪车场（粤溪北路）     |                                   |
| 夜6              | 中山八路                   | ⇆                | 新滘东路（龙潭村）       | 8路附属线路                       |
| 夜8              | 广州火车站（草暖公园）     | ⇆                | 赤沙（广东财经大学）     | 14路附属线路                      |
| 夜22             | 江南大道南（地铁江泰路站） | ⇆                | 广州白云站公交总站       | 244路附属线路；20–30分/班         |
| 夜30             | 沥滘路西                   | ⇆                | 罗冲围（松南路）         | 88路附属线路                      |
| 夜32             | 柯子岭（地铁大金钟路站）   | ⇆                | 鹤洞                     | 544路附属线路                     |
| 夜33             | 石榴岗                     | ⇆                | 中山八路                 | 经江南大道、东晓南路 82路附属线路 |

## 相關事件
1989年六四事件发生后，数万广州学生曾将海珠桥占领了四天，整个城市交通陷入瘫痪。到8日，因军队即将进城，人潮只得散去。
廣州舉行的煙花晚會，因為海珠橋是極佳的觀賞地點，所以每年都要圍閉海珠橋西邊的人行道部分。
由于其地处市中心及钢架结构易于攀爬，橋上曾多次出现官媒所言的「跳橋骚」。跳桥者多为投诉无门的外来人群，他们试图通过跳桥来引起社会的关注，激进地表达自己的诉求。甚至有阳江市村民专程到广州爬上海珠桥表达诉求。

## 流行文化
海珠桥因其独特造型和在广州的重要地位，有些跟广州的有关的作品或品牌会提及它，或是取景于此。
- 广东省国有食品品牌珠江桥牌的“珠江桥”指的便是海珠桥
- 2005年搞笑喜剧《乘龙怪婿》里有“海朱乔”（海珠桥谐音）一集，不过内容与桥无关[18]。
- 1949年电影《珠江泪》、1984年珠影影片《雅马哈鱼档》[19]、1994年电影《大富之家》[20]、2009年电影《秋喜》[21]均在此地取景。
- 2012海珠桥维修期间，有横跨70后、80后、90后的一群热心人组成“海珠桥别动队”，拍摄大桥维修及变身为主题的纪录片。[22]